# Seznam šachových zahájení
Seznam zahájení obsahuje nejznámější tradiční názvy zahájení a přiřazuje je ke kódu systému ECO klasifikace zahájení.
Je třeba zdůraznit, že v odlišných jazycích (respektive šachových školách, které jsou ovšem tradičně založeny na národně-jazykové bázi) se tradiční názvy zahájení mohou podstatně lišit (např. Španělská hra se na anglických stránkách obvykle nenachází jako Spanish game, ale jako Game of Ruy-Lopez). Síla systému ECO je mimo jiné i ve zvládnutí těchto nejednoznačností.
Související články: Šachová partie a Šachové zahájení.

## A
- A00 Sokolského hra a některá další nepravidelná zahájení
- A01 Larsen-Simaginova hra
- A02 Birdova hra
- A03 Birdova hra
- A04 Rétiho hra
- A05 Rétiho hra s 2.Jf6
- A06 Rétiho hra s 2.d5
- A07 Rétiho hra
- A08 Rétiho hra
- A09 Rétiho hra s 2.d5 3.c4
- A10 Anglická hra
- A11 Anglická hra
- A12 Anglická hra
- A13 Anglická hra
- A14 Anglická hra
- A15 Anglická hra
- A16 Anglická hra
- A17 Anglická hra
- A18 Anglická hra
- A19 Anglická hra
- A20 Anglická hra
- A21 Anglická hra
- A22 Anglická hra
- A23 Anglická hra
- A24 Anglická hra
- A25 Anglická hra
- A26 Anglická hra
- A27 Anglická hra
- A28 Anglická hra
- A29 Anglická hra
- A30 Anglická hra
- A31 Anglická hra
- A32 Anglická hra
- A33 Anglická hra
- A34 Anglická hra
- A35 Anglická hra
- A36 Anglická hra
- A37 Anglická hra
- A38 Anglická hra
- A39 Anglická hra
- A40 1. d4
- A41 1. d4
- A42 1. d4 c5
- A43 Stará Obrana Benoni
- A44 Stará Obrana Benoni
- A45 dámským pěšcem - Trompowského útok
- A46 dámským pěšcem - Torreho útok
- A47 dámským pěšcem
- A48 dámským pěšcem
- A49 dámským pěšcem
- A50 dámským pěšcem, Slovanská indická obrana, Kudischewitsch gambit, Mexická obrana
- A51 Budapešťský gambit
- A52 Budapešťský gambit
- A53 Staroindická obrana
- A54 Staroindická obrana
- A55 Staroindická obrana
- A56 Obrana Benoni
- A57 Volžský gambit
- A58 Volžský gambit
- A59 Volžský gambit s 7.e4
- A60 Obrana Benoni
- A61 Obrana Benoni
- A62 Obrana Benoni
- A63 Obrana Benoni
- A64 Obrana Benoni
- A65 Obrana Benoni s 6.e4
- A66 Obrana Benoni s 6.e4
- A67 Obrana Benoni s 6.e4
- A68 Obrana Benoni s 6.e4
- A69 Obrana Benoni s 6.e4
- A70 Obrana Benoni s 6.e4
- A71 Obrana Benoni s 6.e4
- A72 Obrana Benoni s 6.e4
- A73 Obrana Benoni s 6.e4
- A74 Obrana Benoni s 6.e4
- A75 Obrana Benoni s 6.e4
- A76 Obrana Benoni s 6.e4
- A77 Obrana Benoni s 6.e4
- A78 Obrana Benoni s 6.e4
- A79 Obrana Benoni s 6.e4
- A80 Holandská obrana
- A81 Holandská obrana
- A82 Stauntonův gambit
- A83 Stauntonův gambit
- A84 Holandská obrana
- A85 Holandská obrana
- A86 Leningradský systém Holandské obrany
- A87 Leningradský systém Holandské obrany
- A88 Leningradský systém Holandské obrany
- A89 Leningradský systém Holandské obrany
- A90 Holandská obrana
- A91 Holandská obrana
- A92 Holandská obrana - Stonewall
- A93 Holandská obrana - Stonewall
- A94 Holandská obrana - Stonewall
- A95 Holandská obrana - Stonewall
- A96 Holandská obrana - Systém Iljina-Ženevského
- A97 Holandská obrana - Systém Iljina-Ženevského
- A98 Holandská obrana - Systém Iljina-Ženevského
- A99 Holandská obrana - Systém Iljina-Ženevského

## B
- B00 1. e4, mimo jiné Nimcovičova obrana
- B01 Skandinávská obrana
- B02 Aljechinova obrana
- B03 Aljechinova obrana
- B04 Moderní varianta Aljechinovy obrany
- B05 Moderní varianta Aljechinovy obrany se Sg4
- B06 Pircova obrana
- B07 Pirc-Ufimcevova obrana
- B08 Pirc-Ufimcevova obrana
- B09 Pirc-Ufimcevova obrana
- B10 Caro-Kann
- B11 Caro-Kann
- B12 Caro-Kann
- B13 Caro-Kann
- B14 Caro-Kann
- B15 Caro-Kann
- B16 Caro-Kann
- B17 Caro-Kann
- B18 Caro-Kann
- B19 Caro-Kann
- B20 Sicilská obrana
- B21 Sicilská obrana Grand Prix útok, Morra gambit
- B22 Alapinova varianta sicilské obrany
- B23 Uzavřená varianta sicilské
- B24 Uzavřená varianta sicilské
- B25 Uzavřená varianta sicilské
- B26 Uzavřená varianta sicilské
- B27 Sicilská obrana
- B28 Sicilská obrana
- B29 Sicislká obrana
- B30 Sicilská obrana
- B31 Sicilská obrana
- B32 Loewenthalova varianta sicilské
- B33 Svěšnikovova varianta
- B34 Simaginova varianta sicilské
- B35 Simaginova varianta sicilské
- B36 Maróczyho výstavba v sicilské
- B37 Maróczyho výstavba v sicilské
- B38 Maróczyho výstavba v sicilské
- B39 Maróczyho výstavba v sicilské
- B40 Sicilská obrana
- B41 Paulsenova varianta sicilské
- B42 Paulsenova varianta sicilské
- B43 Paulsenova varianta sicilské
- B44 Paulsenova varianta sicilské
- B45 Paulsenova varianta sicilské
- B46 Paulsenova varianta sicilské
- B47 Paulsenova varianta sicilské
- B48 Paulsenova varianta sicilské
- B49 Paulsenova varianta sicilské
- B50 Sicilská obrana
- B51 Sicilská obrana
- B52 Sicilská obrana
- B53 Čechoverova varianta sicilské
- B54 Sicilská obrana
- B55 Sicilská obrana
- B56 Sicilská obrana
- B57 Sozinův útok v sicilské
- B58 Boleslavského varianta sicilské obrany
- B59 Boleslavského varianta sicilské obrany
- B60 Richter-Rauzerův útok v sicilské obraně
- B61 Richter-Rauzerův útok v sicilské obraně
- B62 Richter-Rauzerův útok v sicilské obraně
- B63 Richter-Rauzerův útok v sicilské obraně
- B64 Richter-Rauzerův útok v sicilské obraně
- B65 Richter-Rauzerův útok v sicilské obraně
- B66 Richter-Rauzerův útok v sicilské obraně
- B67 Richter-Rauzerův útok v sicilské obraně
- B68 Richter-Rauzerův útok v sicilské obraně
- B69 Richter-Rauzerův útok v sicilské obraně
- B70 Dračí varianta sicilské
- B71 Dračí varianta sicilské
- B72 Dračí varianta sicilské
- B73 Dračí varianta sicilské
- B74 Dračí varianta sicilské
- B75 Dračí varianta sicilské
- B76 Dračí varianta sicilské
- B77 Dračí varianta sicilské
- B78 Dračí varianta sicilské
- B79 Dračí varianta sicilské
- B80 Scheveningská varianta sicilské
- B81 Scheveningská varianta sicilské
- B82 Scheveningská varianta sicilské
- B83 Scheveningská varianta sicilské
- B84 Scheveningská varianta sicilské
- B85 Scheveningská varianta sicilské
- B86 Scheveningská varianta sicilské - Sozinův útok
- B87 Scheveningská varianta sicilské - Sozinův útok
- B88 Scheveningská varianta sicilské - Sozinův útok
- B89 Scheveningská varianta sicilské - Sozinův útok
- B90 Najdorfova sicilská
- B91 Najdorfova sicilská
- B92 Najdorfova sicilská
- B93 Najdorfova sicilská
- B94 Najdorfova sicilská
- B95 Najdorfova sicilská
- B96 Najdorfova sicilská
- B97 Najdorfova sicilská
- B98 Najdorfova sicilská
- B99 Najdorfova sicilská

## C
- C00 Francouzská obrana
- C01 Francouzská obrana
- C02 Francouzská obrana
- C03 French, Tarrasch
- C04 Tarraschova varianta francouzské obrany
- C05 Tarraschova varianta francouzské obrany
- C06 Tarraschova varianta francouzské obrany
- C07 Tarraschova varianta francouzské obrany
- C08 Tarraschova varianta francouzské obrany
- C09 Tarraschova varianta francouzské obrany
- C10 Francouzská obrana
- C11 Klasická varianta francouzské obrany
- C12 Klasická varianta francouzské obrany
- C13 Klasická varianta francouzské obrany
- C14 Klasická varianta francouzské obrany
- C15 Winawerova varianta francouzské obrany
- C16 Winawerova varianta francouzské obrany
- C17 Winawerova varianta francouzské obrany
- C18 Winawerova varianta francouzské obrany
- C19 Winawerova varianta francouzské obrany
- C20 Královským pěšcem
- C21 Střední gambit
- C22 Střední hra
- C23 Střelcova hra
- C24 Střelcova hra
- C25 Vídeňská hra
- C26 Vídeňská hra
- C27 Vídeňská hra
- C28 Vídeňská hra
- C29 Vídeňská hra
- C30 Odmítnutý královský gambit
- C31 Odmítnutý královský gambit
- C32 Odmítnutý královský gambit
- C33 Přijatý královský gambit, mimo jiné střelcův gambit
- C34 Přijatý královský gambit s 3. Jf3
- C35 Přijatý královský gambit s 3. Jf3
- C36 Přijatý královský gambit s 3. Jf3
- C37 Přijatý královský gambits 3. Jf3
- C38 Přijatý královský gambit s 3. Jf3
- C39 Přijatý královský gambit s 3. Jf3
- C40 1. e4 e5, 2. Jf3, mimo jiné Lotyšský gambit
- C41 Philidorova obrana
- C42 Ruská obrana
- C43 Ruská obrana
- C44 Skotský gambit a Ponzianiho zahájení
- C45 Skotská hra
- C46 Hra tří jezdců
- C47 Hra čtyř jezdců
- C48 Hra čtyř jezdců
- C49 Hra čtyř jezdců
- C50 Uherská obrana a Italská hra
- C51 Evansův gambit
- C52 Evansův gambit s 4. … Sxb4 5. c3 Sa5
- C53 Italská hra
- C54 Italská hra
- C55 Hra dvou jezdců v obraně
- C56 Hra dvou jezdců v obraně
- C57 Hra dvou jezdců v obraně (mimo jiné Traxlerův protiútok, Fritzův protiútok)
- C58 Hra dvou jezdců v obraně
- C59 Hra dvou jezdců v obraně
- C60 Španělská hra
- C61 Birdova obrana ve španělské hře
- C62 Steinitzova obrana ve španělské hře
- C63 Jänischův gambit ve španělské hře
- C64 Klasická varianta španělské hry
- C65 Berlínská obrana španělské hry
- C66 Berlínská obrana španělské hry
- C67 Berlínská obrana španělské hry
- C68 Výměnná varianta španělské hry
- C69 Výměnná varianta španělské hry
- C70 Španělská hra
- C71 Odložená Steinitzova obrana španělské hry
- C72 Odložená Steinitzova obrana španělské hry
- C73 Odložená Steinitzova obrana španělské hry
- C74 Odložená Steinitzova obrana španělské hry
- C75 Odložená Steinitzova obrana španělské hry
- C76 Odložená Steinitzova obrana španělské hry
- C77 Španělská hra
- C78 Španělská hra
- C79 Španělská hra
- C80 Otevřená varianta španělské hry
- C81 Otevřená varianta španělské hry
- C82 Otevřená varianta španělské hry
- C83 Otevřená varianta španělské hry
- C84 Španělská hra
- C85 Španělská hra
- C86 Španělská hra
- C87 Španělská hra
- C88 Španělská hra
- C89 Marshallův útok
- C90 Španělská hra
- C91 Španělská hra
- C92 Zajcevova varianta španělské hry
- C93 Smyslovova varianta španělské hry
- C94 Breyerova varianta španělské hry
- C95 Breyerova varianta španělské hry
- C96 Čigorinova obrana ve španělské hře
- C97 Čigorinova obrana ve španělské hře
- C98 Čigorinova obrana ve španělské hře
- C99 Čigorinova obrana ve španělské hře

## D
- D00 dámským pěšcem Blackmar-Diemerův gambit
- D01 dámským pěšcem Útok Richter-Veresova
- D02 dámským pěšcem s 2. Jf3
- D03 dámským pěšcem
- D04 dámským pěšcem
- D05 dámským pěšcem
- D06 Dámský gambit
- D07 Čigorinova obrana dámského gambitu
- D08 Albinův protigambit dámského gambitu
- D09 Albinův protigambit dámského gambitu
- D10 Slovanská obrana dámského gambitu
- D11 Slovanská obrana dámského gambitu
- D12 Slovanská obrana dámského gambitu
- D13 Slovanská obrana dámského gambitu
- D14 Slovanská obrana dámského gambitu
- D15 Slovanská obrana dámského gambitu
- D16 Slovanská obrana dámského gambitu
- D17 Česká varianta slovanské obrany dámskému gambitu
- D18 Slovanská obrana dámskému gambitu
- D19 Slovanská obrana dámskému gambitu
- D20 Přijatý dámský gambit
- D21 Přijatý dámský gambit
- D22 Přijatý dámský gambit
- D23 Přijatý dámský gambit
- D24 Přijatý dámský gambit
- D25 Přijatý dámský gambit
- D26 Přijatý dámský gambit
- D27 Přijatý dámský gambit
- D28 Přijatý dámský gambit
- D29 Přijatý dámský gambit
- D30 Dámský gambit
- D31 Dámský gambit
- D32 Tarraschova obrana dámského gambitu
- D33 Tarraschova obrana dámského gambitu
- D34 Tarraschova obrana dámského gambitu
- D35 Výměnná varianta dámského gambitu
- D36 Tarraschova obrana dámského gambitu
- D37 Odmítnutý dámský gambit, varianty se 5. Sf4
- D38 Ragozinův systém v dámském gambitu
- D39 Ragozinův systém v dámském gambitu
- D40 Odmítnutý dámský gambit
- D41 Moderní Tarraschova obrana dámského gambitu
- D42 Moderní Tarraschova obrana dámského gambitu
- D43 Poloslovanská obrana dámského gambitu
- D44 Poloslovanská obrana dámského gambitu
- D45 Poloslovanská obrana dámského gambitu
- D46 Poloslovanská obrana dámského gambitu
- D47 Poloslovanská obrana dámského gambitu
- D48 Poloslovanská obrana dámského gambitu
- D49 Poloslovanská obrana dámského gambitu
- D50 Odmítnutý dámský gambit
- D51 Odmítnutý dámský gambit
- D52 Varianta Cambridge-Springs odmítnutého dámského gambitu
- D53 Ortodoxní obrana dámského gambitu
- D54 Ortodoxní obrana dámského gambitu
- D55 Ortodoxní obrana dámského gambitu
- D56 Ortodoxní obrana dámského gambitu - Laskerova varianta
- D57 Ortodoxní obrana dámského gambitu - Laskerova varianta
- D58 Ortodoxní obrana dámského gambitu - Tartakowerova varianta
- D59 Ortodoxní obrana dámského gambitu - Tartakowerova varianta
- D60 Ortodoxní obrana dámského gambitu
- D61 Ortodoxní obrana dámského gambitu
- D62 Ortodoxní obrana dámského gambitu
- D63 Ortodoxní obrana dámského gambitu
- D64 Ortodoxní obrana dámského gambitu
- D65 Ortodoxní obrana dámského gambitu
- D66 Ortodoxní obrana dámského gambitu
- D67 Ortodoxní obrana dámského gambitu
- D68 Ortodoxní obrana dámského gambitu
- D69 Ortodoxní obrana dámského gambitu
- D70 Grünfeldova indická obrana
- D71 Grünfeldova indická obrana
- D72 Grünfeldova indická obrana
- D73 Grünfeldova indická obrana
- D74 Grünfeldova indická obrana
- D75 Grünfeldova indická obrana
- D76 Grünfeldova indická obrana
- D77 Grünfeldova indická obrana
- D78 Grünfeldova indická obrana
- D79 Grünfeldova indická obrana
- D80 Grünfeldova indická obrana
- D81 Grünfeldova indická obrana
- D82 Grünfeldova indická obrana
- D83 Grünfeldova indická obrana
- D84 Grünfeldova indická obrana
- D85 Grünfeldova indická obrana
- D86 Grünfeldova indická obrana
- D87 Grünfeldova indická obrana
- D88 Grünfeldova indická obrana
- D89 Grünfeldova indická obrana
- D90 Grünfeldova indická obrana
- D91 Grünfeldova indická obrana
- D92 Grünfeldova indická obrana
- D93 Grünfeldova indická obrana
- D94 Grünfeldova indická obrana
- D95 Grünfeldova indická obrana
- D96 Grünfeldova indická obrana
- D97 Grünfeldova indická obrana
- D98 Grünfeldova indická obrana
- D99 Grünfeldova indická obrana

## E
- E00 Katalánský systém
- E01 Katalánský systém
- E02 Katalánský systém
- E03 Katalánský systém
- E04 Katalánský systém
- E05 Katalánský systém
- E06 Katalánský systém
- E07 Katalánský systém
- E08 Katalánský systém
- E09 Katalánský systém
- E10 Blumenfeldův protigambit
- E11 Bogoljubova indická obrana
- E12 Dámská indická obrana
- E13 Dámská indická obrana
- E14 Dámská indická obrana
- E15 Dámská indická obrana
- E16 Dámská indická obrana
- E17 Dámská indická obrana
- E18 Dámská indická obrana
- E19 Dámská indická obrana
- E20 Nimcovičova indická obrana
- E21 Nimcovičova indická obrana
- E22 Nimcovičova indická obrana
- E23 Nimcovičova indická obrana
- E24 Sämischova varianta Nimcovičovy indické obrany
- E25 Sämischova varianta Nimcovičovy indické obrany
- E26 Sämischova varianta Nimcovičovy indické obrany
- E27 Sämischova varianta Nimcovičovy indické obrany
- E28 Sämischova varianta Nimcovičovy indické obrany
- E29 Sämischova varianta Nimcovičovy indické obrany
- E30 Leningradská varianta Nimcovičovy indické obrany
- E31 Leningradská varianta Nimcovičovy indické obrany
- E32 Nimcovičova indická obrana
- E33 Nimcovičova indická obrana
- E34 Nimcovičova indická obrana
- E35 Nimcovičova indická obrana
- E36 Nimcovičova indická obrana
- E37 Nimcovičova indická obrana
- E38 Nimcovičova indická obrana
- E39 Nimcovičova indická obrana
- E40 Rubinsteinova varianta Nimcovičovy indické obrany
- E41 Rubinsteinova varianta Nimcovičovy indické obrany
- E42 Rubinsteinova varianta Nimcovičovy indické obrany
- E43 Rubinsteinova varianta Nimcovičovy indické obrany
- E44 Rubinsteinova varianta Nimcovičovy indické obrany
- E45 Rubinsteinova varianta Nimcovičovy indické obrany
- E46 Rubinsteinova varianta Nimcovičovy indické obrany
- E47 Rubinsteinova varianta Nimcovičovy indické obrany
- E48 Rubinsteinova varianta Nimcovičovy indické obrany
- E49 Rubinsteinova varianta Nimcovičovy indické obrany
- E50 Rubinsteinova varianta Nimcovičovy indické obrany
- E51 Rubinsteinova varianta Nimcovičovy indické obrany
- E52 Rubinsteinova varianta Nimcovičovy indické obrany
- E53 Rubinsteinova varianta Nimcovičovy indické obrany
- E54 Rubinsteinova varianta Nimcovičovy indické obrany
- E55 Rubinsteinova varianta Nimcovičovy indické obrany
- E56 Rubinsteinova varianta Nimcovičovy indické obrany
- E57 Rubinsteinova varianta Nimcovičovy indické obrany
- E58 Rubinsteinova varianta Nimcovičovy indické obrany
- E59 Rubinsteinova varianta Nimcovičovy indické obrany
- E60 Královská indická obrana
- E61 Královská indická obrana
- E62 Královská indická obrana s g3
- E63 Královská indická obrana s g3
- E64 Královská indická obrana s g3
- E65 Královská indická obrana s g3
- E66 Královská indická obrana s g3
- E67 Královská indická obrana s g3
- E68 Královská indická obrana s g3
- E69 Královská indická obrana s g3
- E70 Královská indická obrana
- E71 Královská indická obrana
- E72 Královská indická obrana
- E73 Královská indická obrana
- E74 Královská indická obrana
- E75 Královská indická obrana
- E76 Královská indická obrana - Útok čtyř pěšců
- E77 Královská indická obrana - Útok čtyř pěšců
- E78 Královská indická obrana - Útok čtyř pěšců
- E79 Královská indická obrana - Útok čtyř pěšců
- E80 Sämischova varianta královské indické
- E81 Sämischova varianta královské indické
- E82 Sämischova varianta královské indické
- E83 Sämischova varianta královské indické
- E84 Sämischova varianta královské indické
- E85 Sämischova varianta královské indické
- E86 Sämischova varianta královské indické
- E87 Sämischova varianta královské indické
- E88 Sämischova varianta královské indické
- E89 Sämischova varianta královské indické
- E90 Klasická varianta královské indické obrany
- E91 Klasická varianta královské indické obrany
- E92 Klasická varianta královské indické obrany
- E93 Klasická varianta královské indické obrany
- E94 Klasická varianta královské indické obrany
- E95 Klasická varianta královské indické obrany
- E96 Klasická varianta královské indické obrany
- E97 Klasická varianta královské indické obrany
- E98 Klasická varianta královské indické obrany
- E99 Klasická varianta královské indické obrany